# Amphoe Krasang
Amphoe Krasang (Thai: อำเภอกระสัง) ist ein Landkreis (Amphoe – Verwaltungs-Distrikt) im Osten der Provinz Buri Ram. Die Provinz Buri Ram liegt in der Nordostregion von Thailand, dem so genannten Isan. 

## Geographie
Benachbarte Distrikte (von Süden im Uhrzeigersinn): die Amphoe Phlapphla Chai, Mueang Buri Ram, Huai Rat und Satuek der Provinz Buri Ram sowie Amphoe Mueang Surin in der Provinz Surin.

## Geschichte
Krasang gehörte ursprünglich zum Amphoe Mueang Buri Ram, es wurde im Jahr 1937 zu einem Tambon ernannt. Am 26. April 1952 wurden die drei Tambon Krasang, Song Chang und Lamduan zusammengelegt, und daraus der Unterbezirk (King Amphoe) Krasang eingerichtet. 
Am 23. Juli 1958 wurde Krasang zum Amphoe heraufgestuft.

## Verwaltung

### Provinzverwaltung
Der Landkreis Krasang ist in 11 Tambon („Unterbezirke“ oder „Gemeinden“) eingeteilt, die sich weiter in 168 Muban („Dörfer“) unterteilen.
| Nr.  | Name        | Thai     | Muban | Einw.  |
| ---- | ----------- | -------- | ----- | ------ |
| 01.  | Krasang     | กระสัง    | 21    | 15.150 |
| 02.  | Lamduan     | ลำดวน    | 18    | 11.460 |
| 03.  | Song Chan   | สองชั้น    | 17    | 12.063 |
| 04.  | Sung Noen   | สูงเนิน    | 19    | 10.872 |
| 05.  | Nong Teng   | หนองเต็ง  | 18    | 12.210 |
| 06.  | Mueang Phai | เมืองไผ่   | 13    | 07.161 |
| 07.  | Chum Saeng  | ชุมแสง    | 12    | 06.710 |
| 08.  | Ban Prue    | บ้านปรือ   | 15    | 08.916 |
| 09.  | Huai Samran | ห้วยสำราญ | 14    | 07.113 |
| 010. | Kanthararom | กันทรารมย์ | 12    | 08.598 |
| 011. | Si Phum     | ศรีภูมิ     | 09    | 04.456 |

### Lokalverwaltung
Es gibt vier Kommunen mit „Kleinstadt“-Status (Thesaban Tambon) im Landkreis:
- Udom Tham (Thai: เทศบาลตำบลอุดมธรรม) besteht aus den übrigen Teilen des Tambon Krasang.
- Song Chan (Thai: เทศบาลตำบลสองชั้น) besteht aus dem gesamten Tambon Song Chan.
- Nong Teng (Thai: เทศบาลตำบลหนองเต็ง) besteht aus dem gesamten Tambon Nong Teng.
- Krasang (Thai: เทศบาลตำบลกระสัง) besteht aus Teilen des Tambon Krasang.

Außerdem gibt es acht „Tambon-Verwaltungsorganisationen“ (องค์การบริหารส่วนตำบล – Tambon Administrative Organizations, TAO):
- Lamduan (Thai: องค์การบริหารส่วนตำบลลำดวน)
- Sung Noen (Thai: องค์การบริหารส่วนตำบลสูงเนิน)
- Mueang Phai (Thai: องค์การบริหารส่วนตำบลเมืองไผ่)
- Chum Saeng (Thai: องค์การบริหารส่วนตำบลชุมแสง)
- Ban Prue (Thai: องค์การบริหารส่วนตำบลบ้านปรือ)
- Huai Samran (Thai: องค์การบริหารส่วนตำบลห้วยสำราญ)
- Kanthararom (Thai: องค์การบริหารส่วนตำบลกันทรารมย์)
- Si Phum (Thai: องค์การบริหารส่วนตำบลศรีภูมิ)